# Achille de Trémigon
Barthélemy Evrard Achille de Trémigon (Saint-Méloir, 18 mars 1732-Bataille de Porto Praya, 16 avril 1781), est un officier de marine français.

## Biographie
Issu d'une famille de marin, il entre dans la Compagnie des Indes en 1751 et prend part à cinq campagnes dans l'océan Indien. Lieutenant sur le Bien-Aimé (1757) dans l'escadre de d'Aché, il sert ensuite sur le Zodiaque et participe à deux combats en 1759 où il est grièvement blessé. 
D'Aché lui confie alors le commandement de la Pénélope en missions dans l'océan Indien. En juillet 1761, il est admis dans la Marine royale comme capitaine de brûlot et fait deux campagnes aux Antilles (1761-1763) sur le Protée et le Zodiaque. En 1763, il est de nouveau blessé durant l'incendie du magasin général de Brest. 
Lieutenant de vaisseau (mai 1763), il prend part en 1765 avec la Licorne à l'attaque contre Larache et Salé. En 1767, il commande la corvette Vigilant dans l'océan Indien et est chargé en 1769 d'aller trouver des plants d'épices aux Moluques, mission qu'il accomplit avec succès. Il est alors nommé capitaine de frégate (décembre 1770) et est présenté au roi. 
Capitaine de vaisseau (février 1772), commandant de l' Alexandre dans l'escadre de d'Orvilliers (1778), il est incorporé à l'armée navale franco-espagnole pour la campagne de 1779 dans la Manche. 
En 1780, il commande l' Invincible puis en mars 1781 l' Annibal dans la division Suffren dans l'océan Indien. Il meurt au combat de la Praya le 16 avril 1781. 